# Hilter am Teutoburger Wald
Hilter am Teutoburger Wald é um município da Alemanha localizado no distrito de Osnabrück, estado de Baixa Saxônia.